# Улюбленець долі
Улюбленець долі (фр. «Itinéraire d'un enfant gâté») — французький кінофільм Клод Лелуша, що вийшов 30 листопада 1988 року з Жаном-Полем Бельмондо в головній ролі.

## Сюжет
Улюбленець долі — це герой Бельмондо, 50-річний великий бізнесмен, що отримав від життя дуже багато. Заклопотаний власним здоров'ям і сімейними справами, перебуваючи в стані депресії, він вирішує змінити обстановку. За порадою лікаря вирушає на власній яхті через Атлантику, інсценує свою загибель. Отримавши фальшиві документи, ховається в Африці, де колись був щасливим. Його дружина, син і дочка, що недавно зробила його дідусем, страшно переживають, компанія зазнає збитків. А він відвідує місця, де був з першою дружиною. Доля зводить героя з молодим парижанином, який працював у його компанії. Той дізнається про героя і намагається шантажувати. Разом вони повертаються в Париж, де бізнесмена вже поховали і близькі, і співробітники. Молодий друг влаштовується на роботу в компанію, в усьому слідуючи повчанням «покійного». Закінчується все щасливим одруженням з дочкою бізнесмена і поверненням останнього з царства мертвих.

## У ролях
- Жан-Поль Бельмондо — Сем Ліон
- Рішар Анконіна — Альбер Дювів'є
- Ліо — другорядна роль
- Марі-Софі Л. — Вікторія
- Жан-Філіпп Шатріє — Жан-Філіпп
- Мішель Бон — другорядна роль
- П'єр Верньє — другорядна роль
- Селіна Коссімон — другорядна роль
- Даніель Желен — другорядна роль
- Поль Бельмондо — Сем в 20 років
- Жак Бонно — другорядна роль
- Макс Фурнел — другорядна роль
- Беатріс Аженен — другорядна роль
- Жанна Марін — другорядна роль
- Артур Браусс — другорядна роль
- Сабі Дорр — другорядна роль
- Гіла фон Вайтерсхаузен — другорядна роль
- Елі Лоер — другорядна роль
- П'єр Мюньє — другорядна роль
- Жоелль Мікель — другорядна роль
- Удо Вахтфайтль — другорядна роль
- Марсель Гегуан — другорядна роль
- Марі Пакен — другорядна роль
- Ніколь Круазіль — другорядна роль
- Саломе Лелуш — другорядна роль
- Єва Марія Хаген — другорядна роль

## Знімальна група
- Режисер — Клод Лелуш
- Сценарист — Клод Лелуш
- Оператор — Жан-Ів Ле Мене
- Композитор — Франсіс Ле
- Художник — Жак Бюфнуар
- Продюсери — Клод Лелуш, Жан-Поль Бельмондо, Герхард Шмідт

## Джерело
- Фільм «Улюбленець долі» на сайті kinopoisk.ru